# Гвардейская (деревня)
Гварде́йская (бел. Гвардзейская, транслит. Hvardziejskaja) (до 30 июля 1964 года Ку́киши, бел. Кукішы, транслит. Kukišy) — деревня в Миорском районе Витебской области, входящая в состав Узмёнского сельсовета. Стоит на берегу Западной Двины.

## Климат
Климат здесь умеренный, с теплым летом и мягкой зимой. Ветер летом северо-западный, зимой южный или юго-западный, зимой часто проходят циклоны и стоит сырая погода.

## История
В 1921 — 1945 годах деревня находилась в составе гмины Леонполь Дисенского повета Виленского воеводства Польской Республики.

## Население
- 1921 год — 48 жителей, 9 дворов[7]
- 1931 год — 47 жителей, 9 дворов[8]
- 2009 год — 20 жителей